# Douglas Motors Corporation
Douglas Motors Corporation war ein US-amerikanischer Hersteller von Kraftfahrzeugen. In der Literatur findet sich auch die Firmierung Douglas Motor Corporation.

## Unternehmensgeschichte
Das Unternehmen wurde im Frühjahr 1918 in Omaha in Nebraska gegründet. Die Drummond Motor Car Company gilt als Vorgänger. 1918 begann die Produktion von Personenkraftwagen und Nutzfahrzeugen. Der Markenname lautete Douglas. Bereits 1919 endete die Pkw-Produktion. 1923 wurde eine vorübergehende Konkursverwaltung überstanden. Lkw entstanden noch bis 1935.

## Fahrzeuge

### Pkw
Im Angebot stand nur eine Modellreihe. Ein V8-Motor von Herschell-Spillman mit 75 PS Leistung trieb die Fahrzeuge an. Das Fahrgestell hatte in den meisten Fällen 310 cm Radstand. Zur Wahl standen ein dreisitziger Roadster sowie fünf- und siebensitzige Tourenwagen. Teuerstes Modell war ein Speedster Special mit 320 cm Radstand.
Für 1918 sind 213 Fahrzeuge überliefert und für das Folgejahr noch 121.

### Lkw
Für die Lastkraftwagen waren Nutzlasten zwischen 0,5 und 3,5 Tonnen angegeben. Sofern es sich um Amerikanische Tonnen handelte, entsprach das 453 kg bis 3175 kg.